# Nihongo nōryoku shiken
Nihongo nōryoku shiken (jap. 日本語能力試験; ang. Japanese Language Proficiency Test, skrót: JLPT) – test znajomości języka japońskiego dla obcokrajowców. 

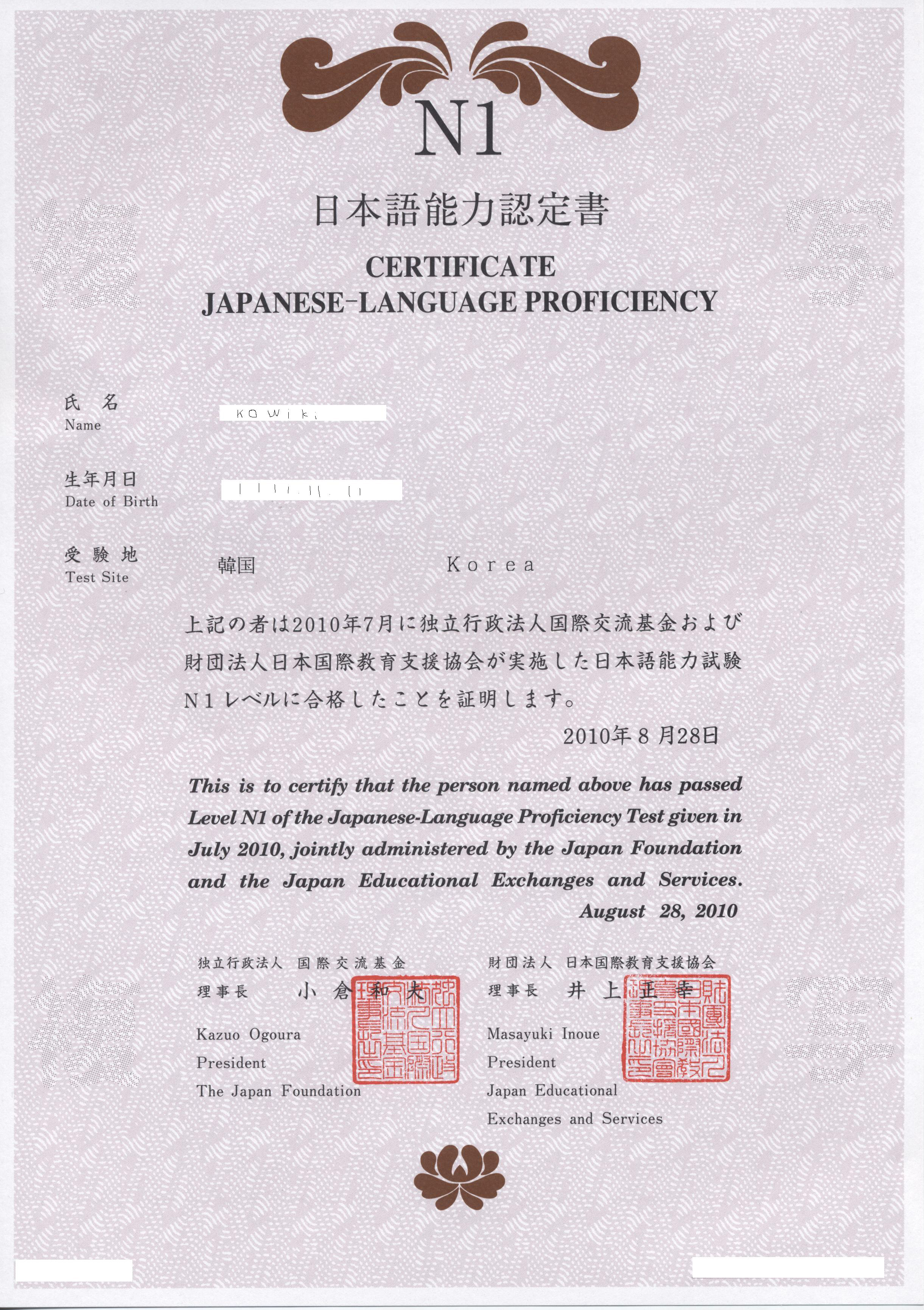
Certyfikat

W Polsce egzamin organizuje Polsko-Japońska Akademia Technik Komputerowych w Warszawie. Egzamin odbywa się dwa razy do roku, w pierwszą niedzielę lipca i grudnia.
Testowane są znajomość znaków kanji, słownictwo, gramatyka, czytanie i słuchanie. Poszczególne części mają progi minimalne (około 1/3 punktów). Niemożliwe jest zdanie całości egzaminu, jeśli wynik w którejś z części będzie zbyt niski. Wszystkie pytania są w formie jednokrotnego wyboru. Nie ma części pisanej ani mówionej.
Test ma 5 poziomów (od 2010 roku). N5 jest najniższym poziomem, a N1 najwyższym. Wyniki egzaminacyjne są skalowane. 
| Poziom | Kanji (około) | Słowa (około) | Zdolności | Próg punktowy |
| ------ | ------------- | ------------- | --- | ------------- |
| N1     | 2000          | 10000         | umiejętność rozumienia języka japońskiego w różnych okolicznościach                                                       | 100/180       |
| N2     | 1000          | 6000          | umiejętność rozumienia języka japońskiego w codziennych sytuacjach oraz w różnych okolicznościach w ograniczonym zakresie | 90/180        |
| N3     | 650           | 3750          | umiejętność rozumienia języka japońskiego w codziennych sytuacjach w ograniczonym zakresie                                | 95/180        |
| N4     | 300           | 1500          | umiejętność rozumienia języka japońskiego na poziomie podstawowym                                                         | 90/180        |
| N5     | 100           | 800           | umiejętność rozumienia języka japońskiego na poziomie podstawowym w ograniczonym zakresie                                 | 80/180        |